# Nahuel Fernandes Silva
Nahuel Fernandes Silva (La Plata, Buenos Aires, Argentina, 6 de enero de 1990) es un futbolista argentino y su equipo es el Club Atlético Villa San Carlos de la Primera B Metropolitana.

## Trayectoria
Debutó en Primera División el 18 de febrero de 2010 jugando con la camiseta de Gimnasia y Esgrima La Plata, después de realizar todas las categorías inferiores en el club. Luego fue cedido a préstamo a la Villa San Carlos y después volvió a Gimnasia y Esgrima La Plata en donde logró el ascenso a la Primera División de Argentina el 28 de mayo de 2013.
Sin embargo, a mediados del 2013 es cedido nuevamente a Villa San Carlos, que milita en la Primera B Nacional, buscando más continuidad.
Actualmente se fue cedido a Club Atlético Atlanta

## Clubes
| Club                        | País      | Año           |
| --------------------------- | --------- | ------------- |
| Gimnasia y Esgrima La Plata | Argentina | 2010          |
| Villa San Carlos            | Argentina | 2010 - 2011   |
| Gimnasia y Esgrima La Plata | Argentina | 2011 - 2013   |
| Villa San Carlos            | Argentina | 2013 - 2014   |
| Gimnasia y Esgrima La Plata | Argentina | 2014          |
| Club Atlético Atlanta       | Argentina | 2015          |
| Club Atlético Fénix         | Argentina | 2016          |
| Villa San Carlos            | Argentina | 2016-presente |